# Rives-en-Seine
Rives-en-Seine est une commune nouvelle située dans le département de la Seine-Maritime en région Normandie constituée le 1er janvier 2016, par la fusion de Caudebec-en-Caux, Saint-Wandrille-Rançon et Villequier.

## Géographie

### Localisation
| Saint-Arnoult Port-Jérôme-sur-Seine | Maulévrier-Sainte-Gertrude                                 | Louvetot La Folletière Touffreville-la-Corbeline Betteville |
| Port-Jérôme-sur-Seine               | Rives-en-Seine                                             | Sainte-Marguerite-sur-Duclair                               |
| Seine Norville Vatteville-la-Rue    | Seine Saint-Nicolas-de-Bliquetuit Notre-Dame-de-Bliquetuit | Seine Le Trait                                              |

### Hydrographie
La commune est située dans le bassin Seine-Normandie. Elle est drainée par la Seine, la Fontenelle, la Minerale, la Rancon, la Ravine, la rivière Sainte-Gertrude, un bras de la Fontenelle, des bras de Sainte-Gertrude et  et un autre petit cours d'eau,.
La Seine, qui prend sa source à Source-Seine, en Côte-d'Or, sur le plateau de Langres, traverse le département avec de larges méandres sur son flanc sud et se jette dans la Manche entre Le Havre et Honfleur. 

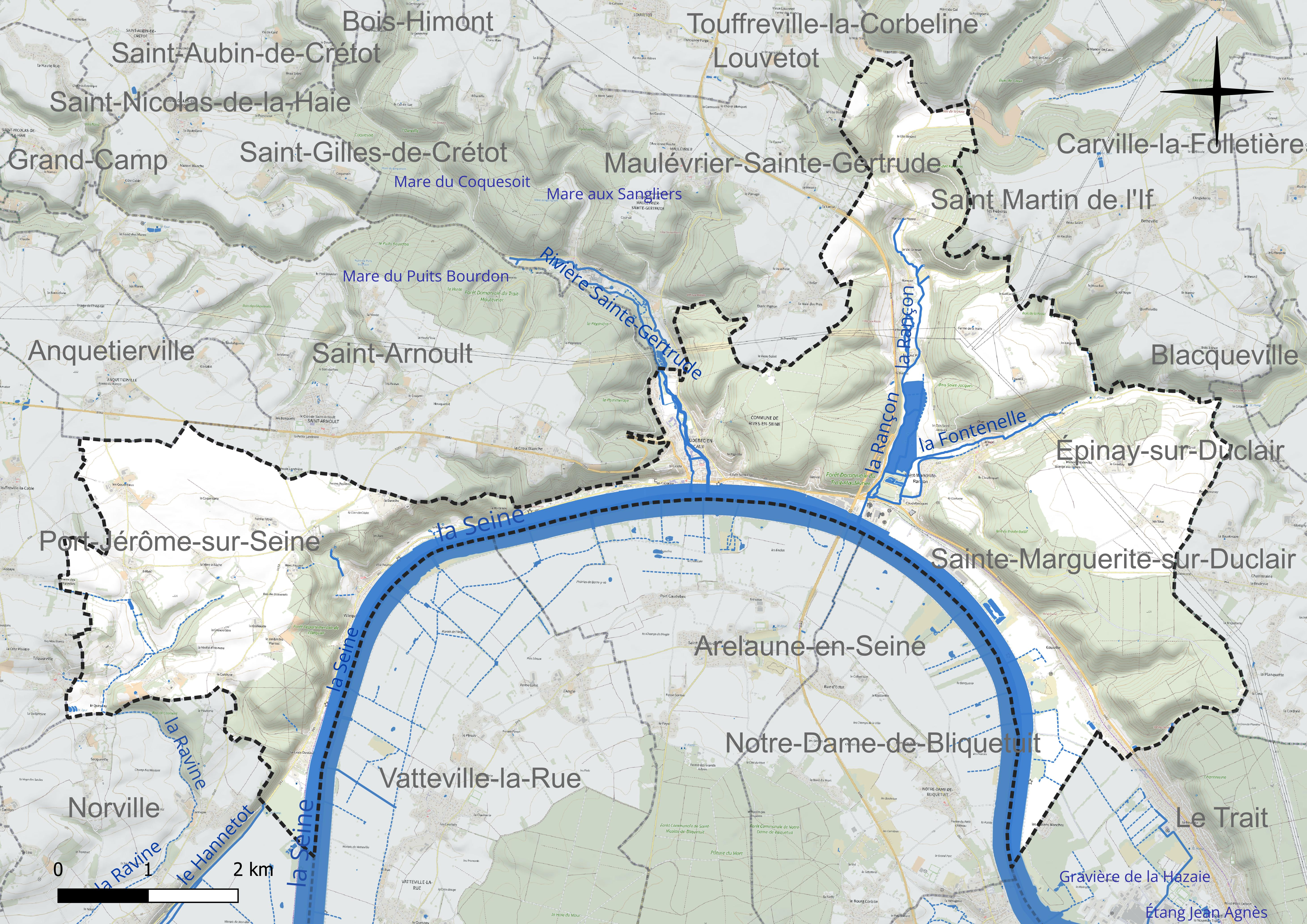
Réseau hydrographique de Rives-en-Seine.

### Climat
Pour des articles plus généraux, voir Climat de la Normandie et Climat de la Seine-Maritime.
En 2010, le climat de la commune est de type climat océanique altéré, selon une étude du CNRS s'appuyant sur une série de données couvrant la période 1971-2000. En 2020, Météo-France publie une typologie des climats de la France métropolitaine dans laquelle la commune est exposée à un climat océanique et est dans la région climatique Côtes de la Manche orientale, caractérisée par un faible ensoleillement (1 550 h/an) ; forte humidité de l’air (plus de 20 h/jour avec humidité relative > 80 % en hiver), vents forts fréquents. Parallèlement le GIEC normand, un groupe régional d’experts sur le climat, différencie quant à lui, dans une étude de 2020, trois grands types de climats pour la région Normandie, nuancés à une échelle plus fine par les facteurs géographiques locaux. La commune est, selon ce zonage, exposée à un « climat contrasté des collines », correspondant au Pays d’Auge, Lieuvin et Roumois, moins directement soumis aux flux océaniques et connaissant toutefois des précipitations assez marquées en raison des reliefs collinaires qui favorisent leur formation.
Pour la période 1971-2000, la température annuelle moyenne est de 10,7 °C, avec une amplitude thermique annuelle de 13,5 °C. Le cumul annuel moyen de précipitations est de 839 mm, avec 12,6 jours de précipitations en janvier et 8,2 jours en juillet. Pour la période 1991-2020, la température moyenne annuelle observée sur la station météorologique la plus proche, située sur la commune de Jumièges à 12 km à vol d'oiseau, est de 12,2 °C et le cumul annuel moyen de précipitations est de 843,5 mm,. Pour l'avenir, les paramètres climatiques de la commune estimés pour 2050 selon différents scénarios d’émission de gaz à effet de serre sont consultables sur un site dédié publié par Météo-France en novembre 2022.

### Milieux naturels et biodiversité
Rives-en-Seine fait partie du parc naturel régional des Boucles de la Seine normande.

## Urbanisme

### Typologie
Au 1er janvier 2024, Rives-en-Seine est catégorisée commune rurale à habitat dispersé, selon la nouvelle grille communale de densité à sept niveaux définie par l'Insee en 2022.
Elle appartient à l'unité urbaine de Rives-en-Seine, une unité urbaine monocommunale constituant une ville isolée,. La commune est en outre hors attraction des villes,.

### Voies de communication et transports
Le pont de Brotonne, un des trois ponts routiers sur la Seine à l'aval de Rouen, est situé sur le territoire de la commune.
La commune est traversée par la véloroute La Seine à vélo, les aménagements sont en cours en 2024 pour créer un passage cyclable dans une vallée fluviale où la route départementale et les autres aménagements prennent beaucoup de place.

## Toponymie
Rives-en-Seine est un néo-toponyme. Les trois localités qui composent la nouvelle commune sont toutes en « rive de la seine ».

## Histoire
La commune nouvelle, issue du regroupement des trois communes de Caudebec-en-Caux, Saint-Wandrille-Rançon et Villequier, qui deviennent à cette occasion des communes déléguées, est créé au 1er janvier 2016 par un arrêté préfectoral du 7 décembre 2015,,,,,.
Cette fusion est destinée non seulement à permettre de travailler à la mutualisation des moyens entre les différentes communes et de mettre en place les projets conformément à la charte votée lors de la création de la commune nouvelle, mais aussi de rendre la commune plus forte à l'intérieur de l'intercommunalité dans un contexte de profondes évolutions du paysage des collectivités. Le maintien des dotations et la bonification de 5 % de cette dernière (application de la Loi Pélissard-Pires Beaune) est un atout supplémentaire même si ce n'est pas la base de la création de ce regroupement.
Par décision en date du 27 juin 2019, la cour administrative d'appel de Douai annule la décision préfectorale de création de Rives-en-Seine prise le 16 décembre 2015, car la consultation des instances paritaires du personnel n'a pas été organisée. La décision d'annulation prend effet le 1er décembre 2019. La consultation ayant depuis été faite, le préfet a pris le 31 décembre 2019 un nouvel arrêté de création de la commune nouvelle,.

## Politique et administration

### Rattachements administratifs et électoraux
Le chef-lieu de la commune est fixé à l'hôtel de ville de  Caudebec-en-Caux.
La commune nouvelle  se trouve  dans l'arrondissement de Rouen du département de la Seine-Maritime.
Pour les élections départementales, elle fait partie du canton de Notre-Dame-de-Gravenchon
Pour l'élection des députés, elle fait partie de la cinquième circonscription de la Seine-Maritime.

### Intercommunalité
La commune nouvelle est membre de la communauté d'agglomération dénommée Caux Seine Agglo, comme l'étaient les anciennes communes qui la constituent.

### Administration locale
Jusqu'aux élections municipales de 2020, le conseil municipal était constitué de l'ensemble des conseillers municipaux en fonction  dans les trois communes associées lors de la fusion. À compter des élections de 2020, le conseil municipal est constitué de 29 membres.

### Liste des maires
| Période      | Période                   | Identité        | Étiquette | Qualité |
| ------------ | ------------------------- | --------------- | --------- | --- |
| janvier 2016 | En cours (au 8 août 2020) | Bastien Coriton | DVG       | Fonctionnaire Conseiller départemental de Notre-Dame-de-Gravenchon (2015 → ) Vice-président de la CA Caux Seine Agglo (2014 → ) Maire de Caudebec-en-Caux (2008 → 2015) Député de la Seine-Maritime (5e circ.) (juin 2020 → juin 2020) Réélu pour le mandat 2020-2026, |

### Liste des communes déléguées
| Nom                      | Code Insee | Intercommunalité        | Superficie (km2) | Population (dernière pop. légale) | Densité (hab./km2) |
| ------------------------ | ---------- | ----------------------- | ---------------- | --------------------------------- | ------------------ |
| Caudebec-en-Caux (siège) | 76164      | CA Caux vallée de Seine | 4,93             | 2 231 (2013)                      | 453                |
| Saint-Wandrille-Rançon   | 76659      | CA Caux vallée de Seine | 18,11            | 1 196 (2013)                      | 66                 |
| Villequier               | 76742      | CA Caux vallée de Seine | 11,10            | 755 (2013)                        | 68                 |

## Équipements et services publics

### Enseignement
La commune relève de l'Académie de Normandie.
L'enseignement des élèves de la commune se fait à l'école maternelle Les Tourterelles, au groupe scolaire La Caillouville, à l'école primaire Jacques-Prévert ou à l'école privée Saint-Joseph, puis au collège Victor-Hugo. Pour poursuivre leurs études, les élèves peuvent aller au lycée Raymond-Queneau d’Yvetot ou lycée Guillaume-le-Conquérant de Lillebonne.

### Postes et télécommunications
Rives-en-Seine dispose d'un bureau de poste.

## Population et société

### Démographie
| 1968  | 1975  | 1982  | 1990  | 1999  | 2007  | 2012  | 2017  |
| ----- | ----- | ----- | ----- | ----- | ----- | ----- | ----- |
| 4 722 | 4 742 | 4 430 | 4 238 | 4 322 | 4 264 | 4 213 | 4 259 |

## Économie

### Entreprises et commerces
- Tourisme
- Construction aéronautique (REVIMA)

## Culture locale et patrimoine

### Lieux et monuments
- Église Notre-Dame de Caudebec-en-Caux.
- Abbaye Saint-Wandrille de Fontenelle.
- Monastère de Loge à Caudebec.
- Église Saint-Martin de Villequier.
- Église Notre-Dame de Rançon.
- Château de Villequier

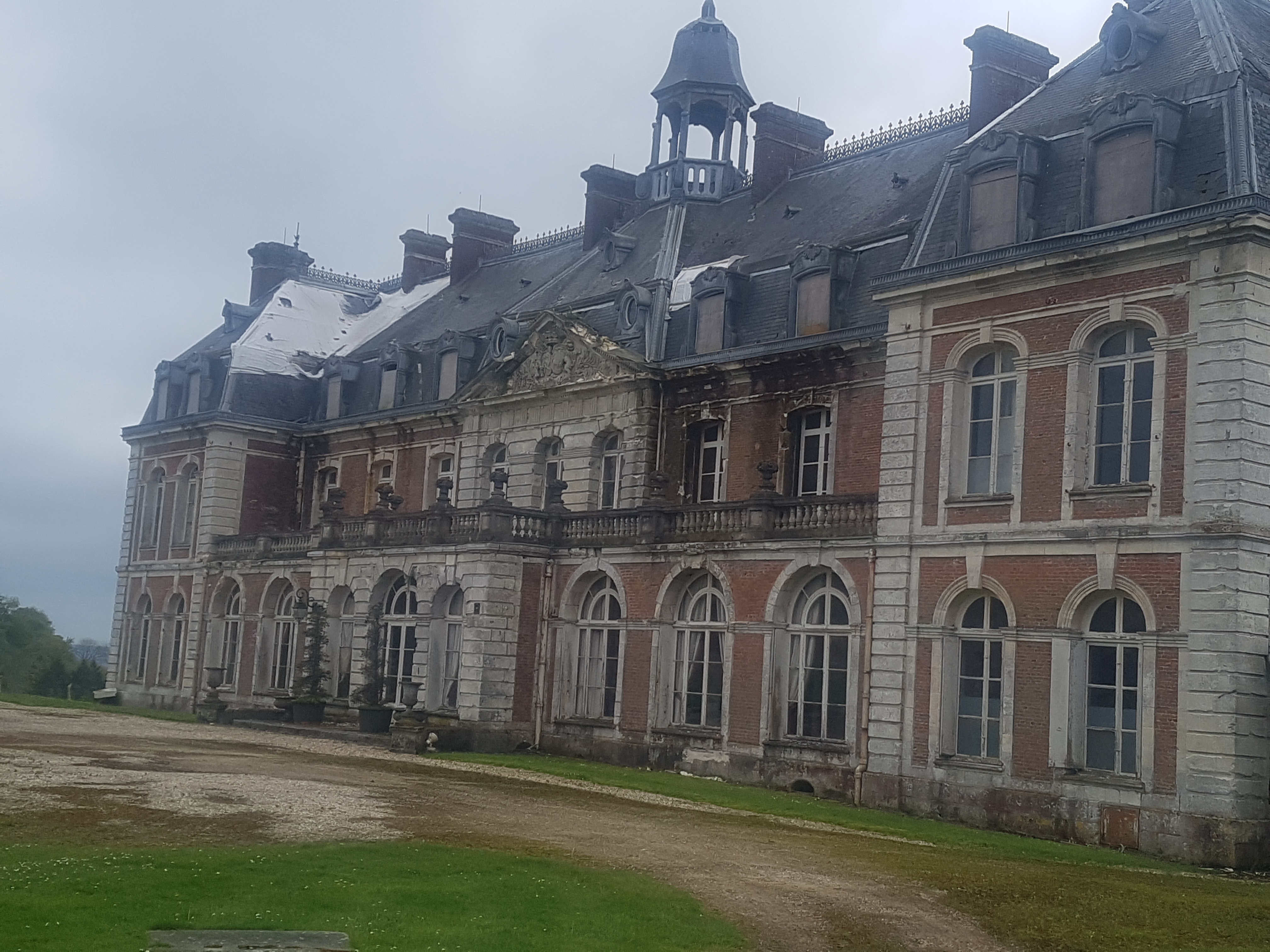
Château de Villequier.
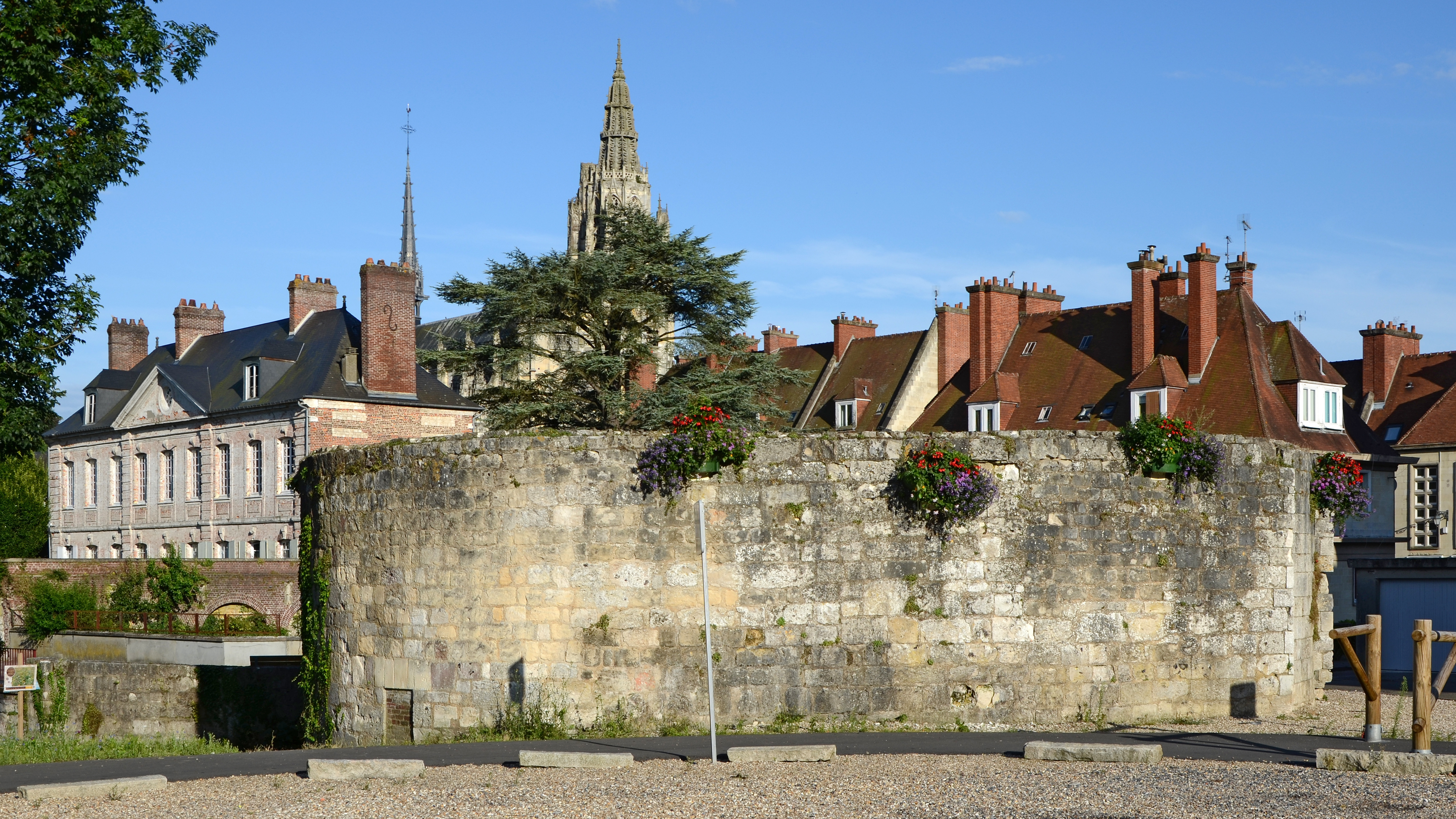
Vestiges de la tour d'Harfleur à Caudebec.
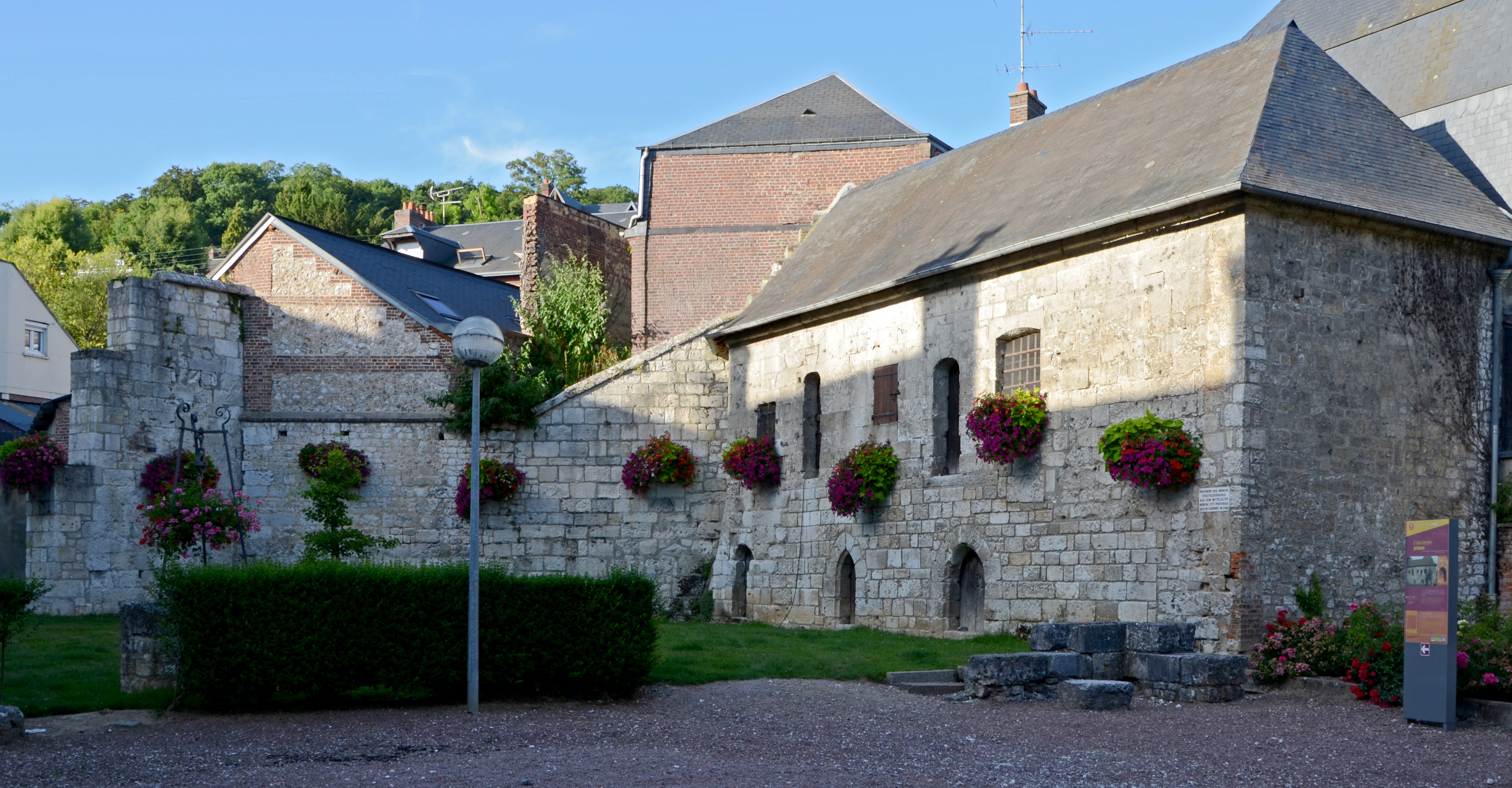
L'ancien Bailliage et prison, Caudebec-en-Caux.
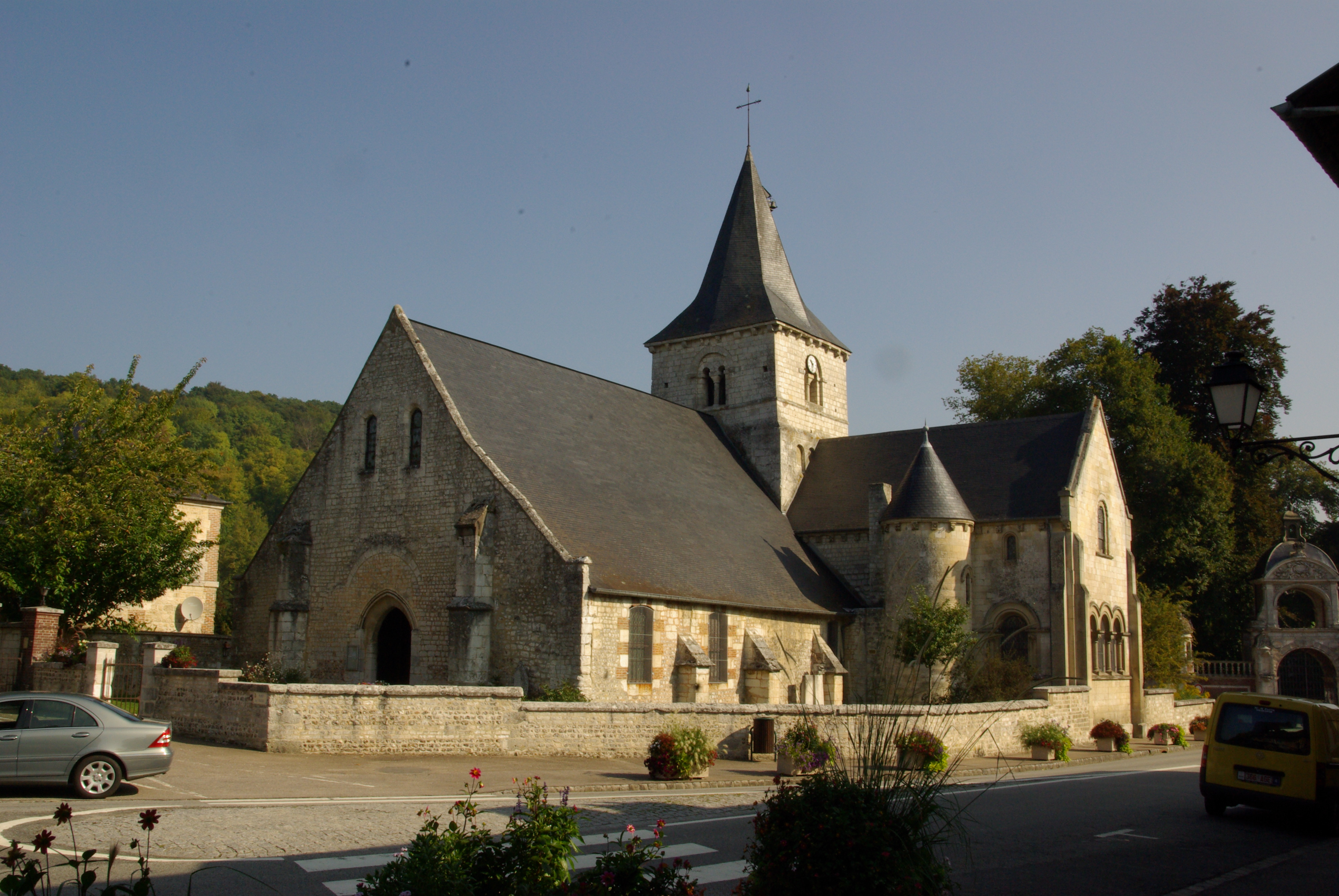
L'église de Saint-Wandrille.
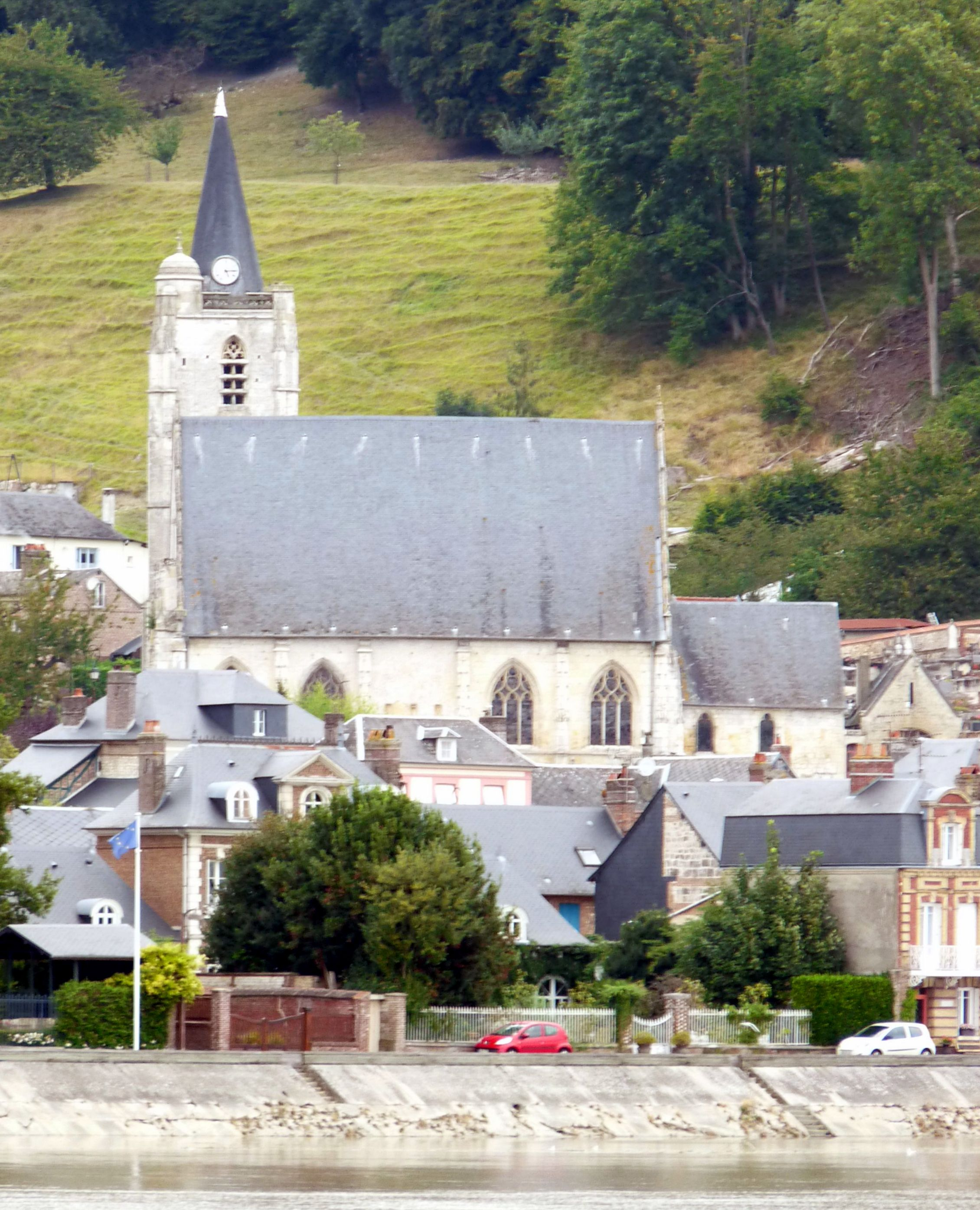
L'église de Villequier.
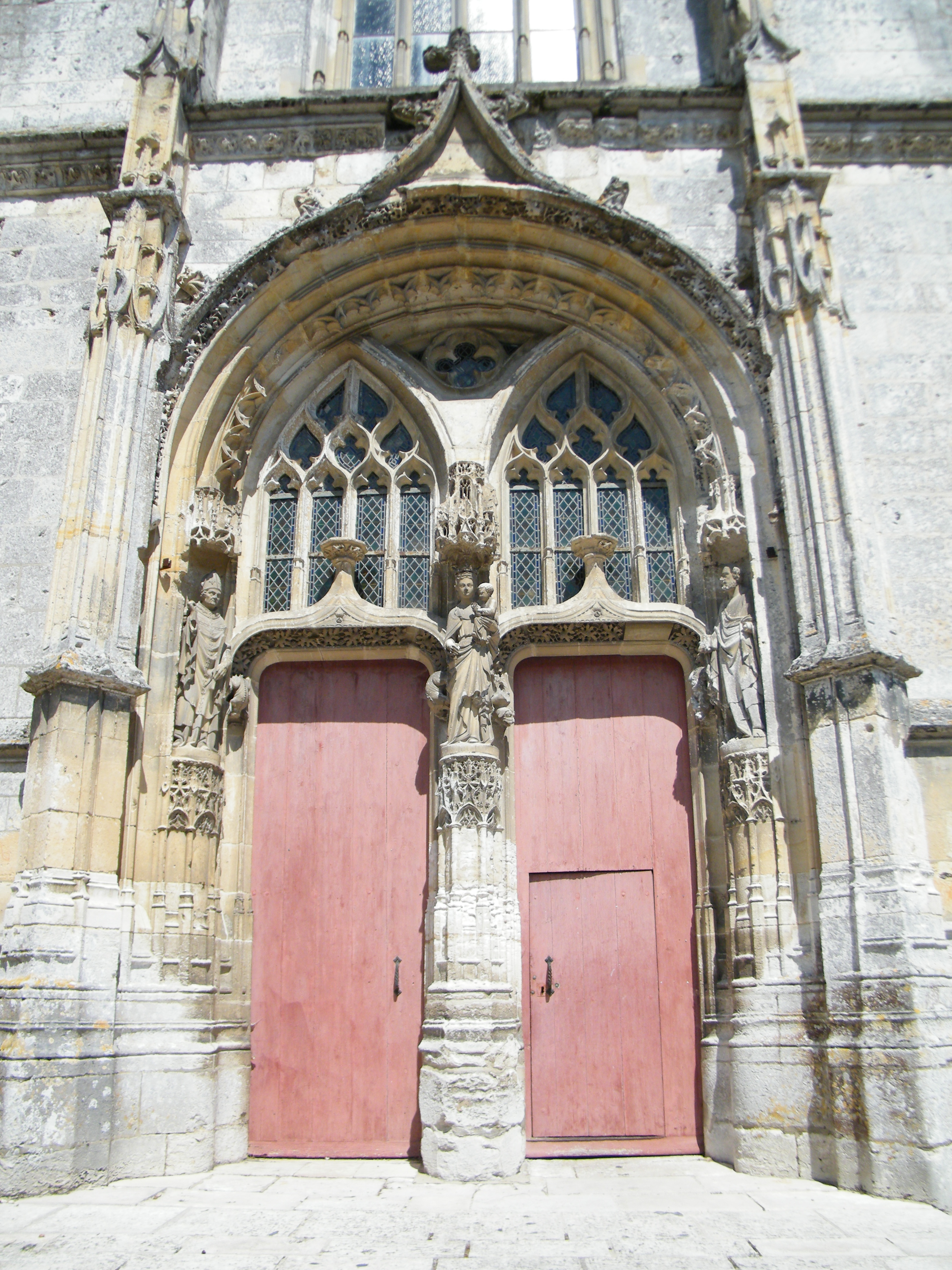
Portail de l'église de Villequier.

## Pour approfondir